# デビット伊東
デビット 伊東（デビット いとう、1966年8月12日 - ）は、日本のお笑い芸人、タレント、俳優、実業家。本名は伊藤 努（いとう つとむ）。愛称はデビ。身長180 cm。血液型はA型。チームディー（オレガ）所属。TDM株式会社代表取締役会長。

## 略歴
東京都で生まれ、埼玉県入間市で育つ。
埼玉県立狭山高等学校を卒業後、地元で水泳のインストラクターをしていたが、アイドルを目指し上京。ショーパブ時代はヒロミの部屋の押し入れに同居していた。
1986年、ヒロミ・ミスターちんと共にコントグループ「B21スペシャル」を結成。
1990年にゴールデン・アロー賞芸能新人賞を受賞。
2000年、レギュラー出演していた日本テレビの番組『とんねるずの生でダラダラいかせて!!』内で、タレントとして伸び悩んでいた伊東を再生させる企画の開始にあたり、福岡のラーメン店「一風堂」に修行に出された。当時、伊東はプライベートでの行動とも、「生ダラ」企画でのダンス練習が原因とも言われているアキレス腱断裂を発症していおり、その影響で左足の膝から下が動かない状態で、このまま芸能活動を続けるかどうか悩んでいたが、当企画が開始されたこともあり、芸能界の第一線を引退してラーメン店の経営を始めることを決意した。修行には番組の企画の域を超えた真剣さで取り組み、一風堂の店長から叱られることは勿論、強烈なビンタを見舞われたこともあったという。
2000年7月19日、ラーメン店「でび」を渋谷に開店。翌2001年に店名を「でびっと」と改めた。
一時はラーメン店経営に徹していたが、TBSのテレビドラマ『聖者の行進』で共演経験があったいかりや長介が予告なく店を訪ねてきて、少ない言葉ながらも「芸能界に恩返ししてみたらどうだ」と情熱を持った強い誘いを受けたことをきっかけに芸能界復帰を決断した。以降は、ラーメン店の経営と並行して俳優・タレント業も積極的に行っている。2005年には『ドラゴン桜』、『花より男子』の連続ドラマにレギュラー出演し、俳優として再び注目を集める。
2017、2018年には、自身が監修したカップラーメンをエースコックから発売し、ハードディスカウントストア「Big-A」限定で販売した。
現在はラーメン店「でびっと」を3店舗経営しており、以前は中延本店の2階でスープの研究を行っていたほか、本人が店に立つこともあった。かつては海外にも店舗を置いていたが、新型コロナウイルス感染症の流行の影響で海外店舗はすべて閉店している。
2017年8月には、埼玉県狭山市の観光大使に就任している。
テレビ神奈川の『あっぱれ!KANAGAWA大行進』に出演を開始して以降は神奈川県横浜市磯子区に居住していたが、2020年6月に同県真鶴町に移住。翌2021年3月13日には同町内に新たなラーメン店「伊藤商店」を開店した。
無宗教である。

## 芸名の由来
芸名はショーパブでアルバイト勤務していたころに「デヴィッド・ボウイに似ているから」として当時の歌舞伎町ナンバー1だったヘルス嬢に付けてもらったもの。英語表記では "David Ito" となる（英語版記事）が、カタカナ表記ではデビッドではなく "デビット" が正しい。

## エピソード
- 趣味・特技は野球、ラグビー、水泳、ファミコンなどのテレビゲーム。
- テレビゲーム好きであり、ゲーム王など、テレビゲーム関連のテレビ番組に積極的に出演していた時期もある。
- 元キックボクサーで世界王者だった山木ジムOBでR.I.S.E.代表伊藤隆は実弟。
- 妻は静岡県出身の元カリスマエステティシャン。知り合ったきっかけは、1994年4月から静岡で1年間放送されていたローカルテレビ番組『Woming』であった。生放送番組であったことから毎週土曜日に来静していた中で知り合い、番組終了後も交際を続けた。
- フジテレビの深夜特番『なんだかなぁ深夜の祭典スペシャル』(明石家さんま司会) にオールナイトフジチームで出演した際、本家のパロディとしてのコーナー「カズ(数)の問題」で、和由布子の本名は何というか出題された時、和さんが幼馴染のお姉さんだったと明かし、姓は当てられなかったものの下の名前は見事当てて周囲を驚かせた。
- フジテレビの番組『1or8』では自身のヌードを撮影し、同性愛者向け雑誌『薔薇族』に掲載された。
- 2004年7月24日から25日にてフジテレビ系で放送された『27時間テレビ』のコーナー「生・笑わず嫌い王決定戦」で、十数年ぶりにB21スペシャルとして復活。コントを披露した。
- 2007年に発売されたOVA『真救世主伝説 北斗の拳 ユリア伝』では、声優としてジャギの声を担当。『北斗の拳』以前にも『爆走兄弟レッツ&ゴー!! WGP』で、本人役として声を担当したことがある。
- ヒロミの考案により結成当初からDCブランドのスーツ姿であったが、このコーディネートはデビットが当時交際していた彼女によるものであった。
- ドラマでの差し入れに、自分のラーメンをドラマの出演者、スタッフなどに振る舞う。
- 『聖者の行進』に出演した際、障害者をいじめるという役柄に役者として悩んでいた。その時に共演者のいかりや長介は役者としての励ましを与えてくれたという。伊東は雑誌の取材で「つらい状況の中、いかりやさんはいつも僕のことを気にかけてくれた。今でも心の中に存在し続けています」と当時を述懐、いかりやを深く尊敬し、臨終にも立ち会っている[8]。
- 父親はカメラフィルムの現像店を経営していた[9]。

## 出演

### テレビドラマ
- エリアコードドラマ 「チャイナ飯店」（1994年7月 - 9月、北海道テレビ放送）
- 聖者の行進（1998年1月 - 3月、TBS） - 竹上三郎 役
- GTO 第4話（1998年7月28日、関西テレビ）
- 月曜ドラマスペシャル→月曜ミステリー劇場→月曜ゴールデン→月曜名作劇場（TBS）
  - 十津川警部シリーズ15「尾道・倉敷殺人ルート」（1998年9月28日） - 鬼頭清六 役
  - フェチシズム（1999年7月12日） - 杉田純一 役
  - 早乙女千春の添乗報告書9「箱根・湯けむりツアー殺人事件」（2000年1月10日） - 伊庭勇作 役（伊藤 努名義）
  - 女借金取りがゆく!!（2000年2月7日） - 高林優一 / 作田平吉 役
  - 弁護士・猪狩文助 - 星川秀輝 役
    - 弁護士・猪狩文助2「罪を逃れて笑う奴」（2002年2月11日）
    - 弁護士・猪狩文助3「悪の扉」（2002年8月19日）
    - 弁護士・猪狩文助4「禁断の館」（2003年1月13日）
    - 弁護士・猪狩文助5「二つの遺言書」（2003年8月25日）

  - 税理士楠銀平の事件帳簿2「領収書は語る」（2004年11月15日） - 吉野健介 役
  - 税務調査官・窓際太郎の事件簿 - 花菱孝一郎 役
    - 税務調査官・窓際太郎の事件簿12（2005年1月10日）
    - 税務調査官・窓際太郎の事件簿13（2005年9月26日）

  - 横山秀夫サスペンス 真相（2005年5月2日） - 今井記者 役
  - 万引きGメン・二階堂雪14「優しい殺意」（2006年5月8日） - 水上哲也 役
  - 3月10日東京大空襲 語られなかった33枚の真実（2008年3月10日） - GHQ通訳 役
  - 上条麗子の事件推理8「死を呼ぶ男鹿〜角館〜乳頭温泉ライン」（2011年6月20日） - 佐竹賢吾 役
  - 駅弁刑事・神保徳之助6（2012年4月2日） - 磯山隆志 役
  - ミステリー作家・朝比奈耕作シリーズ2「鳥啼村の惨劇」（2018年3月12日） - 柿沼正二 役
- 踊る大捜査線 秋の犯罪撲滅スペシャル（1998年10月6日、フジテレビ） - 強盗 役
- 金曜エンタテイメント（フジテレビ）
  - 名探偵 明智小五郎4「吸血鬼」（1999年2月12日） - 畑柳道彦 役
  - スチュワーデス刑事6（2002年1月11日） - 赤星亮太郎 役
  - 日向夢子調停委員事件簿2「見知らぬ夫」（2004年3月12日）- 石崎進 役
  - ハマの静香は事件がお好き episode3（2005年3月18日） - 沢田輝明 役
- 天国に一番近い男 MONOカンパニー編 第8話「仁義なき兄弟戦争」（1999年2月26日、TBS） - 甘粕二郎 役
- 土曜ワイド劇場（テレビ朝日）
  - おとり捜査官・北見志穂2（1999年4月3日） - 辰巳富久 役
  - 法医学教室の事件ファイル
    - 法医学教室の事件ファイル15（2001年12月8日） - 小野塚重明 役
    - 法医学教室の事件ファイル22（2006年1月28日） - 森島登 役
    - 法医学教室の事件ファイル42（2016年9月10日） - 中井孝 役
    - 法医学教室の事件ファイル44（2018年8月12日、（「日曜プライム」枠で放送）） - 鮫島弘 役

  - はみだし弁護士・巽志郎9（2005年9月17日、朝日放送）
  - 変装捜査官・麻生ゆき3（2007年8月25日） - 山村祐一 役
  - 100の資格を持つ女〜ふたりのバツイチ殺人捜査〜（2008年3月29日、朝日放送）
  - 天才刑事・野呂盆六III（2009年1月17日、朝日放送）
  - 火災調査官・紅蓮次郎（2010年11月20日） - 山形澄男 役
  - 検事・朝日奈耀子（2011年2月12日） - 田代裕一 役
  - 愛と死の境界線-隣人との悲しき争い-（2011年3月19日、朝日放送）
  - 司法教官・穂高美子（2011年9月3日） - 松村伸治 役
  - 遺品の声を聴く男（2013年5月25日） - 松崎刑事 役
  - ショカツの女（2013年12月14日、朝日放送） - 竹元裕二 役
  - 再捜査刑事・片岡悠介（2014年4月26日） - 矢野貴博 役
  - 広域警察（2014年10月25日、朝日放送） - 木島 役
  - 人類学者・岬久美子の殺人鑑定（2014年11月8日） - 添田伊佐男 役
  - 京都美食タクシー殺人レシピ（2015年6月13日） - 田所啓介 役
  - 警視庁捜査一課長〜ヒラから成り上がった最強の刑事!（2015年10月17日） - 水越和行 役
  - 特捜セブン〜警視庁捜査一課7係（2016年2月27日） - 三田村耕治 役
- 月下の棋士 第2話（2000年1月24日、テレビ朝日） - 村森聖 役（伊藤 努名義）
- コワイ童話「不思議の国のアリス」（1999年6月-7月、TBS） - 車掌、リポーター、運転手 役（伊藤 努名義）
- TRICK episode5（2000年9月8日・15日、テレビ朝日） - 北見紀明 役
- 火曜サスペンス劇場（日本テレビ）
  - 小京都ミステリー29 郡上おどり殺人事件（2001年1月16日） - 斉藤刑事 役
  - 取調室14 血の海に震える指－悪女とヒモ男の2つの取調室に挑んだ12日間（2001年9月11日） - 下川原純 役
- 夏樹静子の量刑〜脅された法廷〜（2002年6月15日、BShi）
- 彼女が死んじゃった。（2004年1月 - 3月、日本テレビ）
- 大河ドラマ 新選組! 第7回（2004年2月22日、NHK総合） - 武市半平太 役
- DOLL HOUSE 第9話（2004年3月11日、TBS）
- スカイハイ2 第8回（2004年3月12日、テレビ朝日）- 安藤保 役
- 電池が切れるまで（2004年4月 - 6月、テレビ朝日）
- ウルトラQ dark fantasy 第7話（2004年5月18日、テレビ東京）- 田中正春 役
- 離婚弁護士 第5話（2004年5月13日、フジテレビ）- 岩尾誠二 役
- 女医・優〜青空クリニック〜（2004年6月 - 9月、東海テレビ）
- 温泉へ行こうスペシャル（2004年11月10日、TBS）[10]
- 女と愛とミステリー「時効 特命刑事徳田左近」（2004年12月19日、テレビ東京）
- Division1 Stage9 miracle（2005年1月 - 2月、フジテレビ）- 津川 役
- Mの悲劇 第4話（2005年2月6日、TBS）
- 湯けむりウォーズ〜女将になります〜（2005年4月 - 5月、中部日本放送）
- ドラゴン桜（TBS）
  - 第1シリーズ（2005年7 - 9月） - 落合正直 役
  - 第2シリーズ 第9話（2021年6月20日） - 大学入学共通テストの試験官 役
- アストロ球団 （2005年7月 - 10月、 テレビ朝日） - 氏家慎次郎 役
- 花より男子（2005年10月 - 12月、TBS） - 西田 役
  - 花より男子2（2007年1月 - 3月）
  - 花のち晴れ〜花男 Next Season〜（2018年4月 - 6月）
- 着信アリ 第2話・第3話（2005年10月21日・28日、テレビ朝日） - 富山裕志 役
- 西遊記 第十巻（2006年3月13日、フジテレビ） - 犬魔将軍 役
- 打姫オバカミーコ（2006年4月 - 6月、MONDO21） - 我鷹愁 役
- 柳生十兵衛七番勝負 島原の乱 第4回「慈父の剣」（2006年4月27日、NHK総合） - 原田丹波 役
- 7人の女弁護士（テレビ朝日）
  - 第1シリーズ 第3話（2006年4月27日）- 片岡信也 役
  - 第2シリーズ 第1話（2008年4月10日） - 香山光男 役
- カクレカラクリ（2006年9月13日、TBS） - 松川 役
- 鉄板少女アカネ!!（2006年10月 - 12月、TBS） - 北村修吾 役
- 太閤記〜天下を獲った男・秀吉（2006年10月 - 12月、テレビ朝日） - ガンマク 役
- きらきら研修医 第10話（2007年3月15日、TBS） - 外科医 役
- こどもの事情（2007年7月2日 - 8月31日、中部日本放送） - 堀江慎太郎 役
- 女帝（2007年7月 - 9月、朝日放送・テレビ朝日） - 竜崎茂樹 役
- ジョシデカ!-女子刑事- Vol.5「捜査線上に浮かんだ意外な容疑者」（2007年11月15日、TBS） - 峰良明 役
- ケータイ刑事 銭形海サードシリーズ 第3話「ザバーンザバーンは異国の香り!〜プリンセス暗殺計画〜」（2008年1月19日、BS-i） - オルカ・タイガーシャーク 役
- 4姉妹探偵団 第2話（2008年1月25日、朝日放送・テレビ朝日） - 高岡健介 役
- あしたの、喜多善男〜世界一不運な男の、奇跡の11日間〜 （2008年1月 - 3月、関西テレビ） - 小林社長 役
- 木曜時代劇（NHK総合）
  - 鞍馬天狗 第6回「天狗と子守歌」（2008年2月21日） - 林幸兵衛 役
  - まんまこと〜麻之助裁定帳〜 第4話（2015年8月13日） - 青竹屋主人 役
- ママの神様（2008年5月5日、中部日本放送）
- ハチワンダイバー 第2話（2008年5月10日、フジテレビ）- 桂 役
- Around40〜注文の多いオンナたち〜 第7話（2008年5月23日、TBS） - 佐々木 役
- 監査法人（2008年6月 - 7月、NHK総合 / BShi） - 社長秘書 役
- ロト6で3億2千万円当てた男 第9話「最終章! 負け組ついに大逆転」（2008年8月29日、朝日放送・テレビ朝日共同制作） - 編集者 役
- 土曜時代劇 陽炎の辻2〜居眠り磐音 江戸双紙〜（2008年9月 - 11月、NHK総合） - 福坂利高 役
- 日本史サスペンス劇場（日本テレビ） - 勝海舟 役
  - 大奥最大のミステリー 皇女和宮の謎 再現ドラマ
  - その後の篤姫 再現ドラマ （2008年10月15日）
- 流星の絆（2008年10月 - 12月、TBS） - 沢井武雄 役
- 我はゴッホになる! 〜愛を彫った男・棟方志功とその妻〜（2008年10月25日、フジテレビ）
- 未来世紀シェイクスピア（2008年10月27日・11月3日、関西テレビ） - シャイロック 役
- チーム・バチスタの栄光 第3話（2008年10月28日、関西テレビ） - 奥田龍二 役
- 小児救命 第5話 - 第8話（2008年11月20日 - 12月11日、テレビ朝日）
- サラリーマン金太郎 第7話（2008年11月21日、テレビ朝日）
- サギ師 リリ子（2009年1月、テレビ東京） - 弁護士・加藤 役
- キミハブレイク「銀座の母ものがたり」（2009年4月15日、TBS）
- 白い春（2009年4月 - 6月、関西テレビ） - 安岡竜也 役
- 仮面ライダーディケイド 第18話・第19話（2009年5月24日・31日、テレビ朝日） - ヒビキ 役
- MR.BRAIN 第5話（2009年6月20日、TBS）- 西崎実 役
- 刑事一代 平塚八兵衛の昭和事件史（2009年6月20日・21日、テレビ朝日） - 西脇忠一 役
- こちら葛飾区亀有公園前派出所 最終話（2009年9月26日、TBS） - 日下部刑事 役
- おひとりさま（2009年10月 - 12月、TBS） - 野々村伸介 役
- 唐招提寺1200年の謎〜天平を駆けぬけた男と女たち （2009年11月3日、TBS） - 橘奈良麻呂 役
- ヤマトナデシコ七変化 第1話（2010年1月15日、TBS）
- 特上カバチ!! 第5話（2010年2月14日、TBS） - 蛭間蟲痔 役
- エンゼルバンク〜転職代理人 第5話（2010年2月18日、テレビ朝日） - 市岡 役
- まっすぐな男 第9話・最終話（2010年3月9日・16日、関西テレビ） - 松岡部長 役
- 悪党〜重犯罪捜査班 （2011年1月21日 - 3月、朝日放送・テレビ朝日） - 猪原勇作 役
- 松本清張ドラマスペシャル 砂の器（2011年9月10日・11日、テレビ朝日） - バーテン 役
- ボクら星屑のダンス（2011年10月6日、テレビ東京） - 坂谷隆盛 役
- ランナウェイ〜愛する君のために（2011年12月8日、TBS） - 鈴木圭介 役
- 俺の空 刑事編 第8話（2011年12月11日、テレビ朝日） - 車田茂 役
- 罪と罰 A Falsified Romance（2012年4月29日 - 6月、WOWOW）
- 都市伝説の女 第4話（2012年5月4日、テレビ朝日） - 国枝照夫 役
- 市長はムコ殿 第7話（2012年6月18日、BS朝日） - 城ヶ崎 役
- 京都地検の女 第8シリーズ 第1話（2012年7月5日、テレビ朝日） - 小宮山潔 役
- ボーイズ・オン・ザ・ラン（2012年7月6日 - 9月7日、テレビ朝日） - 田中 役
- だましゑ歌麿II（2012年9月15日、テレビ朝日） - 定吉 役
- ストロベリーナイト アフター・ザ・インビジブルレイン（2013年1月26日、フジテレビ）
- この世で俺/僕だけ（2013年3月31日、BSジャパン） - 浜口 役
- 潜入探偵トカゲ 第1話「豪華客船殺人事件〜子供が入れ替わった!? 密室トリックを暴け」（2013年4月18日、TBS） - 片山満 役
- 雲の階段（2013年4月 - 6月、日本テレビ） - 我孫子進 役
- ダブルス〜二人の刑事 第4話（2013年5月8日、テレビ朝日） - 加藤 役
- 明日の光をつかめ -2013 夏-（2013年7月、東海テレビ） - 佐々木甚五郎 役
- 水曜ミステリー9（テレビ東京）
  - 密会の宿(11)（2013年8月7日） - 稲場和人 役
  - 落としの鬼 刑事 澤千夏(2)（2013年12月11日） - 篠山玲二 役
  - 嫌われ監察官 音無一六〜警察内部調査の鬼〜（2013年12月18日） - 島内浩司 役
  - 負け組法律事務所〜沈黙する証人〜（2015年1月28日） - 川井孝義 役
  - 刑事吉永誠一 涙の事件簿(13)（2016年1月6日） - 坂井大介 役
- リアル脱出ゲームTV第3弾（2013年8月14日、TBS） - 巻上 役
- なるようになるさ。（2013年7月 - 9月、TBS） - 中山 役
- さんすう刑事ゼロ 第14話（2013年11月18日、NHK Eテレ） - 平ひとし 役
- Dr.DMAT 第8話（2014年2月27日、TBS） - 森田章夫 役
- 宮本武蔵（2014年3月15日・16日 、テレビ朝日） - 祇園藤次 役
- 福家警部補の挨拶 第10話（2014年3月18日、フジテレビ） - 遠藤次郎 役
- リアル脱出ゲームTV連続ドラマ（2014年4月 - 6月、TBS） - 巻上 役
- ホワイト・ラボ〜警視庁特別科学捜査班〜（2014年4月 - 6月、TBS） - 岸部永一 役
- ビター・ブラッド〜最悪で最強の親子刑事〜 第2話（2014年4月22日、フジテレビ） - 今村洋一 役
- 信長のシェフ Part2（2014年7月 - 9月、テレビ朝日） - 柴田勝家 役
- 素敵な選TAXI（2014年10月 - 12月、関西テレビ） - 犯罪刑事 役
- 松本清張二夜連続ドラマスペシャル・第二夜 松本清張「霧の旗」（2014年12月7日、テレビ朝日） - 検事 役
- ウロボロス〜この愛こそ、正義。（2015年1月- 3月、TBS） - 桂田剛夫 役
- BS時代劇 雲霧仁左衛門2 第3話（2015年2月20日、NHK BSプレミアム） - 助三 役
- 最強のふたり〜京都府警 特別捜査班〜 第1話（2015年7月16日、テレビ朝日） - 川上守 役
- 表参道高校合唱部!（2015年7月 - 9月、TBS） - 天草五郎 役
- 必殺仕事人2015（2015年11月29日、テレビ朝日） - 熊吉 役
- 青春探偵ハルヤ〜大人の悪を許さない!〜 第8話（2015年12月3日、読売テレビ） - 川崎明 役
- 素敵な選TAXI2時間超スペシャル（2016年4月5日、関西テレビ） - 犯罪探偵 役
- モンタージュ 三億円事件奇譚（2016年6月25日・26日、フジテレビ） - 小田切武雄 役
- 稲垣家の喪主（2017年3月18日、WOWOW） - 氷室 役
- ハケンのキャバ嬢・彩華 第4話（2017年11月6日 、朝日放送[注 3]） - 松村武雄 役[11]
- 越路吹雪物語（2018年2月 - 3月、テレビ朝日） - 藤本真澄 役
- 噂の女 第1話「中古車販売店の噂の女!?」（2018年4月14日、BSジャパン） - 後藤忠男 役
- 不発弾〜ブラックマネーを操る男〜（2018年6月 - 7月、WOWOW） - 熊田章吾 役
- 声ガール! 第9話「声ガールズ解散危機」・最終話「プリキュアに挑む」（2018年6月2日・9日、テレビ朝日 / 2018年6月3日・10日、朝日放送） - 西村プロデューサー 役
- 家政夫のミタゾノ 第2シリーズ 最終話「最終回! ミタゾノが殺される!? 10億を隠す相棒家政婦の秘密!」（2018年6月8日、テレビ朝日） - 五味隆志 役
- 極道めし 第1話「魔法のカツカレー」（2018年7月14日、BSジャパン） - 吉村刑事 役
- 捜査会議はリビングで!（2018年7月 - 9月、NHK BSプレミアム） - 剣持卓 役
- スキャンダル専門弁護士 QUEEN 第5話「No.1夫婦がドロ沼離婚とW不倫!? DV騒ぎに潜む愛?」（2019年2月7日、フジテレビ） - 中山昌平 役
- 神ちゅーんず 〜鳴らせ!DTM女子〜（2019年4月 - 6月、朝日放送） - 永莉勝 役
- やすらぎの刻〜道（2019年4月 - 2020年3月、テレビ朝日） - 犬山の旦那 役
- Heaven? 〜ご苦楽レストラン〜 第6話（2019年8月13日、TBS） - 土屋文也 役
- まだ結婚できない男 第3話 - 最終話（2019年10月22日 - 12月10日、関西テレビ・フジテレビ） - 薬丸 役
- 陛下と雅子さま　知られざる笑顔の物語（2019年11月10日、フジテレビ） - 杉崎省吾 役
- 江戸前の旬season2 第6貫「寿司対決! 紅葉鯛とボラ」（2019年11月30日、BSテレ東） - 吉沢龍男 役
- アリバイ崩し承ります 第4話「山荘のアリバイ」（2020年2月22日、テレビ朝日） - 稲葉智久 役
- 赤い刻印〜ショカツ刑事・羽角啓子（2020年3月22日、TBS） - 辻光博 役
- 書類を男にしただけで（2020年10月11日、TBS） - 古橋敏之 役[12]
- ホテルマン東堂克生の事件ファイル〜八ヶ岳リゾート殺人事件〜（2022年1月22日、BS-TBS） - 中上冬樹 役
- 警視庁アウトサイダー 第5話（2023年2月2日、テレビ朝日） - 小松崎実 役
- 1回表のウラ (2023年3月4日 - 25日、テレビ西日本）[13]
- パラレル夫婦 死んだ"僕と妻"の真実 第6話・第8話・第9話[注 4]（2025年5月6日・20日・27日、関西テレビ・フジテレビ） - 神矢吾郎 役[14]
- 誘拐の日（2025年7月8日 - 、テレビ朝日） - 田川遼 役[15]

### Web配信ドラマ
- ラブコネクター〜恋愛工作人〜（2009年、BeeTV）
- 学校の怪談 第5話「人体模型」（2012年、BeeTV） - ゲスト出演
- ファイナルライフ-明日、君が消えても- (2017年9月8日 - 、Amazonプライム・ビデオ)
- ハケンのキャバ嬢・彩華 第4話（2017年10月30日、AbemaTV[注 3]） - 松村武雄 役

### インターネット番組
- トランプンのプン・プ・プン（2017年6月 - 、OPEN REC TV） - トランプン

### テレビ番組
- 1or8（フジテレビ）
- スターどっきり(秘)報告（フジテレビ）
- とんねるずの生でダラダラいかせて!!（日本テレビ）
- MEN喰（テレビ東京、1995年）
- 今夜もドル箱（テレビ東京）
- 田舎に泊まろう!（テレビ東京）
- こたえてちょーだい!（フジテレビ）
- とんねるずのみなさんのおかげでした（フジテレビ）
- ぴったんこカン・カン（TBS）
- FNSの日→27時間テレビ（フジテレビ）
- さんまのナンでもダービー（テレビ朝日）
- TVチャンピオン（テレビ東京）
- Woming（ウーミン）（静岡第一テレビ、1993年 - 1994年）静岡ローカル
- オリキュン（フジテレビ、2007年）「花男愛好会」
- キズナ食堂（TBS、2010年）
- 逃走中（第19回「激動明治の大事変」）（フジテレビ、2010年11月23日） - 伊藤博文
- 24時間テレビ（日本テレビ）
- ダウンタウンなうSP（フジテレビ）
- よいしょ!デビチャンネル（テレビ埼玉）[16][17]
- ザ!世界仰天ニュース（日本テレビ）
- スタイルプラス（東海テレビ）
- ドキドキ宅配便 それ、届けにいきませんか?（テレビ東京）
- 絶対に笑ってはいけない科学博士24時(日本テレビ、2016年12月31日）
- 大人のワイドショー2（日本テレビ、2017年7月29日）
- 坂上&指原のつぶれそうなのにつぶれない店★お金にまつわるミステリーを今夜解明（TBS、2017年10月24日）
- クイズ!脳ベルSHOW（BSフジ、2017年11月27、28日、2020年１2月７、８、11日）
- 大人のワイドショー3（日本テレビ、2018年1月2日）
- 有吉ゼミ（日本テレビ、2019年5月27日、12月16日、2021年4月26日）
- あっぱれ!KANAGAWA大行進（テレビ神奈川、2005年4月 - 2021年3月）
- マチコミ（テレビ埼玉、2016年 - ）
- おぎやはぎの愛車遍歴（BS日テレ 、2019年8月17日）
- バカリズムの30分ワンカット紀行（BSテレビ東京、2020年8月7日）
- 趣味どきっ!（NHK、2020年11月11日）
- 激!今夜もドル箱（テレビ東京、2021年4月13日）

### ラジオ
- ON THE WAY COMEDY 道草（TOKYO FM）

### 映画
- ふざけろ!（1991年）　-ジョンソン
- 未来の想い出 Last Christmas（1992年） - 倉美タキオ 役
- 悪役パパ（1993年） - 日色誠 役
- さわこの恋2 1000マイルも離れて（1995年） - 北見数馬 役
- 故郷（1999年） - 清水宏 役
- ケイゾク/映画 Beautiful Dreamer（2000年） - TBS局内の人たち
- 男前　泣いて笑って泥まみれ（2005年）
- kiss me or kill me（2005年）
- 逆鱗組七人衆（2005年） - 脇田豪 役
- バッシュメント（2005年）
- TAKI183（2006年） - 警察官 役
- 花より男子F（2008年） - 西田 役
- 特命係長 只野仁 最後の劇場版（2008年） - ホリグチ 役
- くれないの盃（2008年）
- 山形スクリーム（2009年） - 夏彦 役
- 宿命のジオード（2010年）
- 臨場 劇場版（2012年） - 加古川有三 役
- この世で俺/僕だけ（2015年） - 浜口英雄 役
- 図書館戦争 -THE LAST MISSION-（2015年）
- 流山三銃士（2017年）
- 侠の絆（2018年） - 遠藤学 役
- かくも長き道のり（2020年、監督：屋良朝建） - 村木順次 役（北村優衣とW主演）
- 美しき誘惑-現代の「画皮」-（2021年、監督：赤羽博） - 松山一雄 役
- SWANEE 野毛探偵事務所（2021年、監督：市川徹） - 主演・ジョージ
- ラストサマーウォーズ（2022年監督：宮岡太郎） - 宮竹宏 役
- 翔んで埼玉 〜琵琶湖より愛をこめて〜（2023年、監督：武内英樹） - 東武東上線代表 役[18]
- 18歳のおとなたち（2023年、監督：佐藤周）[19]

### Vシネマ
- ベイサイド・バイオレンス 群狼（1991年） - 主演・ケン
- バカヤロー!V2 私、問題です「私のバスにはパパがいる」（1994年）
- ばっくれ（1995年）
- 実録・日本やくざ烈伝 義戦（2001年）全2作 - 山口英弘
  - 実録・日本やくざ烈伝 義戦 昇龍編（2001年）
  - 実録・日本やくざ烈伝 義戦2 昇龍編（2001年）
- 実録・日本ヤクザ抗争史 鯨道3 破門状（2001年） - 小島岩男
  - 実録・日本ヤクザ抗争史 鯨道4 残侠譜 完結編（2001年） - 関東八日会会長
- 実録・鯨道7 伝説のヤクザ武闘烈伝（2001年）第3話「広島・仁義なき戦い 懲役20年 梶山慧」 - 主演・梶山慧
- 実録・鯨道8 瀬戸内戦争「道後白昼市街戦」矢嶋長次（2001年）
- 実録・鯨道9 伝説のヤクザ武闘烈伝 瀬戸内血風録 般若の高（2002年）
- 実録・九州やくざ抗争史 LB熊本刑務所 侠牙（2002年）
- 実録・九州やくざ抗争史 LB熊本刑務所 義絶盃（2002年）
- 実録・九州やくざ抗争史 LB熊本刑務所 外伝 侠友(とも)よ（2002年）
- 実録・最後の愚連隊（2002年） - 清水小鉄
- 実録・鯨道11 広島ヤクザの終焉 斬侠（2002年）
- 実録・ヤクザの戦場 侠の終章（2002年）
- 極妻任侠道 夜叉絶叫（2002年） - 　伊達組組員 キタジマ
- 実録・竹中正久の生涯 荒らぶる獅子（2003年 - 2004年） - 竹中組若頭 坪田英和 役
- 野獣(クーガ)の城 女囚1316（2004年） - 看守長 アサクラ 役
- 最後の神農(テキヤ)（2004年） - 綾ヶ崎二代目美神一家若頭 美神雄 役（→三代目）
- 難波金融伝 ミナミの帝王 恐喝(おどし)のサイト（2004年）
- 甲州プリズン（2005年） - ヒットマン (友情出演)
- 悪役パパ（2006年）
- 実録・広島極道抗争 佐々木哲夫の生涯（2006年） - 山村組 美能昌蔵 役
- 起業士 天馬（2004年） - 中島 役
- 実録・鯨道外伝 博多ヤクザ抗争史（2009年）
- むこうぶち7 高レート裏麻雀列伝 筋殺し（2010年3月19日、オールインエンタテインメント） - 前野 役
- 桜塚やっくんの宇宙極道戦争（2010年）
- 外道憤砕（2018年） - 龍文字一家神崎組組員 役
- 日本統一47・48・49（2021年 - 2022年） - 八王子 八誠会理事長 村山方正 役

### 舞台
- 「新・幕末純情伝」（1998年）演出：岡村俊一
- 「8人で探すリア王」（1998年）演出：鴨下信一
- 「新・幕末純情伝」（1999年）演出：岡村俊一
- COLORE PRODUCE「ハルちゃん」（2006年）作：ラサール石井、演出：田村孝裕（ONEOR8）
- 「憑神」（2007年）脚本・演出：G2
- 「苦情の手紙」（2009年）脚本・演出：中野俊成
- Doris&Orega collection vol.5 「ナンシー」（2010年）脚本：金子茂樹、演出：山田和也
- BS-TBSサマーパーティー2012「リアルエチュード」（2012年）演出：古厩智之
- 「笑う巨塔」東京セレソンデラックス解散公演 （2012年）作・演出：宅間孝行
- Doris&Orega Collection Vol.7「ブラザーブラザー」（2013年）
- Doris&Orega＋水戸芸術館PRESENTS「COASTER2017」（2017年）原作：金子茂樹、演出：大江祥彦
- Orega Presents Vol.1「―初恋2018」（2018年）作：土田英生　潤色：横山拓也　演出：大江祥彦　東京芸術劇場シアターウエスト、他
- 「サンセットメン」プリエールプロデュース 作･演出：桑原裕子(2022年7月16日～24日、東京芸術劇場 シアターウエスト

### 音楽
- FREEDOM / ANDY'S （1997年）
テレビ番組「とんねるずの生でダラダラいかせて!!」内の企画で石橋貴明、定岡正二と共に“ANDY'S”を結成

### 声優
- 爆走兄弟レッツ&ゴー!! - デビー
- 真救世主伝説 北斗の拳 - ジャギ

### CM
- 佐川急便
- ボス贅沢微糖（贅沢デビトゥ役）
- デジタルツーカー九州
- 埼玉県県民生活部消費生活課　消費者被害防止CM

### ナレーション
- オレンジページ

### ゲーム
- 龍が如く OF THE END（2011年、セガ） - 染谷